# He Hanbin
He Hanbin (född 10 januari 1986) är en kinesisk idrottare som tog brons i badminton tillsammans med Yu Yang vid olympiska sommarspelen 2008 i Peking.

## Olympiska meriter

### Olympiska sommarspelen 2008
| Namn                  | Gren  | 32-delsfinal | 16-delsfinal | 8-delsfinal                           | Kvartsfinal                                   | Semifinal                                       | Final                                           | Final |
| Namn                  | Gren  | Resultat     | Resultat     | Resultat                              | Resultat                                      | Resultat                                        | Resultat                                        | Plats |
| --------------------- | ----- | ------------ | ------------ | ------------------------------------- | --------------------------------------------- | ----------------------------------------------- | ----------------------------------------------- | ----- |
| (4) He Hanbin Yu Yang | Mixed |              |              | Clark and Kellogg (GBR) W 21-15, 21-8 | Mateusiak and Kostiuczyk (POL) W 22-20, 23-21 | Widianto and Natsir (INA) L 21-15, 11-21, 21-23 | Limpele and Marissa (INA) W 19-21, 21-17, 23-21 |       |